# Белорусская корчма
Белорусская корчма — питейное заведение, иногда постоялый двор, с продажей спиртных напитков.

## Первые корчмы на белорусских землях

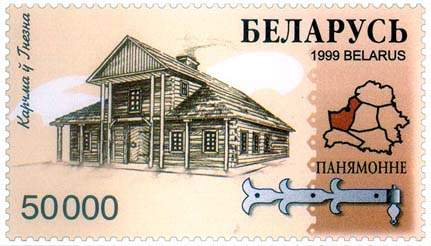
Корчма на белорусской почтовой марке 1999 г.

Несмотря на постоянные военные конфликты, по белорусским водным и сухопутным путям устанавливались торговые связи с Московией, Польшей, Пруссией, с украинскими землями. Белорусский транзит во многом определял и развитие местности. За XV—XVI вв. число городских поселений увеличилось вдвое. На трактах стали множиться промежуточные между городами и деревнями населённые пункты — местечки, с корчмами, мытнями, кузнями
.
У А. С. Пушкина одна из сцен трагедии «Борис Годунов» называется «Корчма на литовской границе». То есть действие происходило на границе Белоруссии с Московским государством.

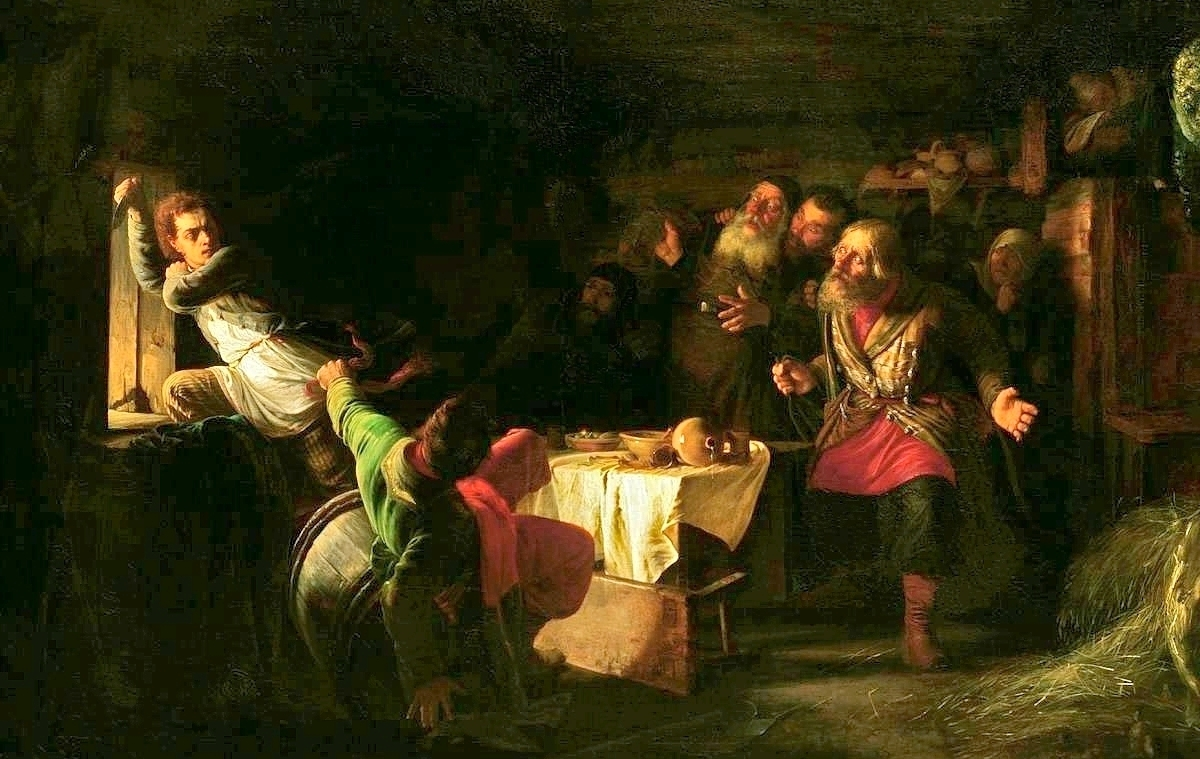
Г. Мясоедов. Бегство Григория Отрепьева из корчмы на литовской границе. 1862 год

В Белоруссии со временем стало насчитываться 140 местечек, делившихся на три основные категории: сельские, частновладельческие и городские, — на которые не распространялось магдебургское право. Позднее некоторые из них получили статус города, большинство превратились в деревни или села.
Согласно грамоте смоленского князя Ростислава Мстиславича, в 1150 году в местечках Копысь и Лучин уже тогда имелись постоялые дворы и солодовни, где проращивали зерно для получения солода.

## Корчма в Великом княжестве Литовском
Деревенская и местечковая корчма вначале была похожа на простую крестьянскую хату, крытую соломой, состоявшую из двух половин. В меньшей жил сам корчмарь. Там он отпускал пиво и водку, там же собирались крестьяне. Большая половина представляла собой «павець» — помещение, служившее путешественникам и конюшней, и спальней
.
Со временем городская корчма — это комплекс сооружений, где останавливались для питания и ночлега путешественники. Здесь проводились собрания деревенской общины, по праздникам молодежь устраивала игры и танцы. В комплекс подворья корчмы входили сараи, конюшня, погреб, колодец-журавль. Большая корчма состояла из сеней, шинка, комнаты для гостей, лавки, кухни, жилых комнат корчмаря. Городские корчмы отличались различным расположением помещений. Например, в гродненских корчмах «Роскошша» и «Нищета» к кирпичной двухэтажной с мансардой гостинице примыкал обширный сарай-конюшня. В первых двух этажах располагались комнаты для приезжих, в мансарде — в основном кладовые. Конюшня была построена из деревянных брусьев, забранных в кирпичные столбы. Корчма «Роскошша», построенная в 1763 году, состояла из трех одноэтажных домов, прилегающих друг к другу. В центре была гостиница, в боковых постройках конюшни. У корчмы размещался небольшой парадный двор. Жилая часть отличалась своей высотой (она была и мансардой) и фасадом. Жилые помещения находились на втором этаже, в мезонине. В нижнем ярусе — кухня, столовая, гостиная, кладовые и другие подсобные помещения.
Некоторые корчмы ныне представляют собой памятники архитектуры. Так, например, в Ружанах находится корчма 1778 года авторства известного архитектора XVIII века Яна Самуэля Беккера «Под Золотой Звездой»
.
С конца XIV века города становятся экономическими центрами. Любой горожанин мог с разрешения великого князя открыть корчму и платить налоги (капщину). Так, к середине XVI века с каждой корчмы взималось за торговлю мёдом и пивом по одной копе (60 грошей), за водку ― 30 грошей.
С середины XVI века капщину в местечках и магнатских владениях отменили, из-за раздачи питейных заведений на откуп в частные руки. В королевских городах капщина сохранялась до XVIII века в виде чопового налога на алкоголь — на водку, пиво и мёд, превышавший все остальные налоги вместе взятые.
При великом князе Витовте корчмы делились на вольные (частные) и великокняжеские. Великий князь сдавал свои корчмы в аренду. При Казимире IV сдавать корчму в аренду могла и местная администрация. Известно, что к 1471 году корчмы были в 48 городских поселениях Великого княжества Литовского, в основном на Волыни и в Литве, а в Русском государстве только в Минске, Витебске, Могилёве и Смоленске. В великокняжеских городах частная корчма могла открываться мещанами, евреями и священниками с разрешения местной администрации.
При Александре Ягеллончике частные или вольные корчмы в центральной полосе ВКЛ преобладали над княжескими. В 1494 году в великняжеском Минске князю принадлежало только часть корчм, которые сдавались в аренду 10-ти христианам. Оседлых евреев в городе ещё не было. Арендаторы жаловались князю, что из-за множества вольных корчм они не могут платить в казну по 60 коп. Александр установил им постоянную цену аренды и в следующем году приказал минскому наместнику Николаю Ильиничу чтобы никто другой корчмы не имел. Документ свидетельствует, что в конце XV века спрос на алкогольные напитки в городе был невелик, и это вызывало конкуренцию между минскими корчмарями.
И. Г. Прыжов в книге «История кабаков в России в связи с историей русского народа» приводит грамоту «месту Менскому» под 1499 годом, где «в мощ войтовскую» назначались две корчмы вольных, с платою четырёх коп грошей.
В пору изгнания евреев из ВКЛ (1495—1503) великий князь Александр отдал корчемный промысел христианам-арендаторам, получившим ряд льгот. Они брались под юрисдикцию великого князя и были подсудны лишь его суду, имели исключительное право торговать спиртными напитками в розницу. Однако даже при наличии льгот были трудности с организацией аренды постоялых дворов. Мещане брались за аренду только в небольших городках на востоке и в центре ВКЛ (Чечерск, Мозырь, Борисов, Бобруйск и др.), где была только одна корчма, и из-за нехватки средств подписывали договор на год или два с небольшой платой (30-40 коп ежегодно за корчму). Однако не все из них выдерживали даже год, особенно при аренде в приграничных районах с Московским государством, с которым в начале XVI века велась война. Так, на протяжении одного, 1500 года, великий князь заключил только 5 договоров аренды на годовую аренду пивной и медовой корчмы в Кричеве. Известен договор 1498 года, в соответствии с которым Александр передал в аренду 40 корчм мещанам Смоленска на три года. По условии контракта, арендаторы продавали мёд, пиво и «вино горелое» (водку). Вино горелое упоминается впервые на этой территории. Оно было по карману только очень богатым людям. Но расходы на его производство со временем уменьшались. К концу XVII века водка вытеснила пиво и мёд. Монопольное право великого князя на продажу алкоголя было установлено только в западной части ВКЛ. С целью поддержки корчемной торговли, Казимир проводил политику протекционизма относительно производства пива. Привоз зарубежного пива запрещался (1456). Тогда же, в XV веке, пивоварни ВКЛ, как и польские, стали использовать хмель. Позже ввоз зарубежного пива разрешался, но для этого требовался великокняжеский привилей.
В документах конца XV века (1480-е) отмечаются случаи, когда на Волыни мытни вместе с княжескими корчмами передавались в аренду киевским, луцким и трокским евреям. Можно считать, что волынские евреи предлагали либо охотно принимали княжеское предложение арендовать корчму с мытными сборами, поскольку имели для этого достаточно средств, и такая аренда приносила им больше прибыли на вложенный в дело капитал. Богатые откупщики гродненских корчм иногда передавали их в субаренду своим бедным соплеменникам.
До XVI века правом монополии на производство водки и её продажу (содержание корчмы) имели некоторые крестьяне, пользующиеся этим правом по наследству. Они платили помещику фиксированную сумму налога-чинша только за использование корчмы, все доходы от продаж оставались у них.
В течение XVII (как и в последующем XVIII веке) потребность в наличных деньгах у шляхты и магнатов значительно возросла. В это время цены на водку росли так же быстро, как и на зерно. Подажа алкоголя ввиду повышенного спроса стала приносить весьма высокую прибыль. Таким образом, право пропинации (винокурение и продажа спиртного), изымалось от наследственных арендаторов и временно отдавалось другим, в первую очередь, евреям, которые были в состоянии заранее выплатить ожидаемый доход. Переход с наследственных держателей корчем к арендаторам-евреям привел к обострению социального напряжения. Занятия евреев арендой целых деревень, а также выполнение фискальных и судебных функций ещё более накаляли отношения между ними и крестьянами. С другой стороны, корчма становится местом тесного социального контакта.
В XVI веке в ВКЛ сформировалась своя почтовая система. В 1557 году вышла «Устава о подводах», где определялась сеть почтовых дорог, на которых через каждые 20-50 км должны были устроить почтовые станции. Это ещё более увеличивало число корчм.
На протяжении XVI—XVII вв. функции корчмы дополнялись торгово-хозяйственным содержанием, и корчма одновременно стала играть роль и лавки, и пункта питания. Постоялые дворы в своей совокупности классифицировались по типам: 1) по принципу собственности — государственные, частнособственные, церковные (монастырские); 2) по территориальной принадлежности — городские и сельские; 3) по функциональному содержанию — заезжие и незаезжие. Заведения выступали как часть системы хозяйства и общества. Так, положительное влияние на развитие общественного питания в XVII века оказали развитие товарно-денежных отношений, развитие ремёсел и торговли, рост городов и городского населения. Расширение числа продовольственных заведений стимулировало государство к разработке соответствующих законов, направленных на регулирование их деятельности. Появление таких статей в Статутах ВКЛ свидетельствовало, что эти учреждения стали важной частью торговой инфраструктуры в границах городов, местечек и деревень.
Корчма являлась своеобразным хозяйственным механизмом. Кроме того, что в корчме торговали, там на земле имелось и хозяйство. Для купцов же корчма была торговой площадкой. Корчма в XVI— конце XVIII вв. это место заключения сделок, отношений между купцами. Социально-социальные процессы в жизни корчмы переплетались с противоречивым содержанием её повседневной жизни, что проявлялось в криминальных происшествиях. В то же время постоялые дворы были доступными заведениями для различных категорий населения: дворян, горожан, ремесленников, торговцев, крестьян и др.
При Сигизмунде II Августе вышел знаменательный документ Устава на волоки, в котором одна из статей посвящена корчмам (артикул 13 «О корчмах»). Устанавливалось запрещение на «корчмы покутные», но главное — определялась необходимость устройства корчем «…везде в каждом войтовстве а в слушном селе, злаща пры гостинцу, можеть бытии корчма…» Ставили корчму при дороге, у перевоза, на скрещеньи дорог, у мельниц, мостов. В городах корчма была обычно при торговых площадях, — месте скопления народа. Например, в 1554 году в Браславе их было 40 на 50 домов, в Друе более 100 на 306 домов. В конце XVI века в Коссове был панский двор и всего две улицы, выходящие на ярмарочную площадь. На одной улице было 19 корчм, на другой — 7.
Единого контроля и руководства корчмы не имели. В городах они подчинялись органам городского управления и самоуправления. В частновладельческих городах и местечках такие заведения подчинялись их собственнику. В сельской местности на частновладельческих землях землевладельцу, который сдавал корчму в аренду. В середине XVIII века корчма была почти в каждом местечке, во многих деревнях, а в городах по 3-50. Важным шагом в процессе городской жизни явилось в 1764 году постановление конвокационного сейма, запрещавшее монастырям иметь корчмы, продавать крепкие напитки и другие товары.
В Белоруссии корчма была двух типов: незаезжая (как харчевня) и заезжая (как гостиница). Путешественники в обеих могли найти пищу, фураж для лошадей, ночлег
.

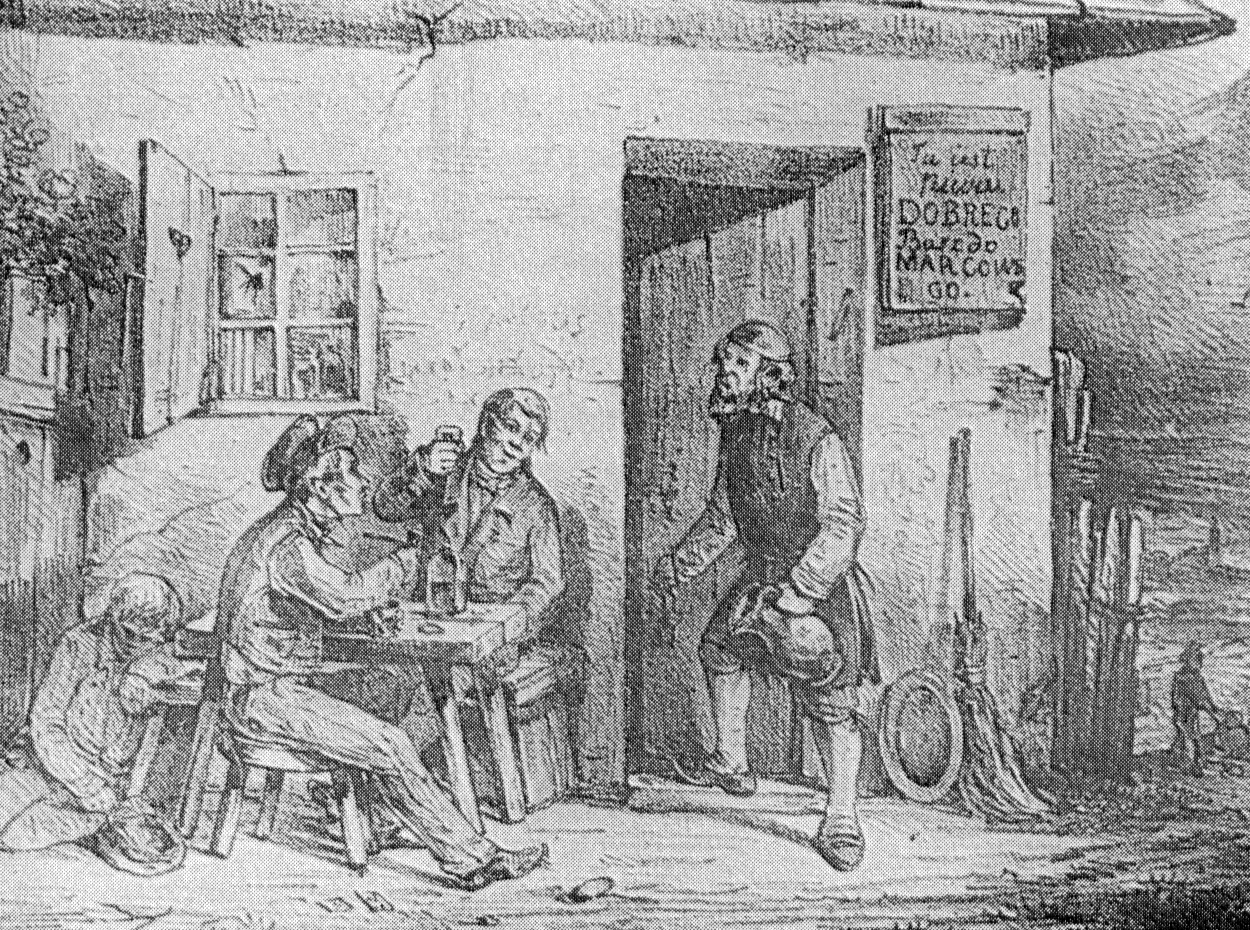
К. Кукевич. Корчма в предместье. 1830-е гг.

Незаезжие имели шинок-харчевню, одну или несколько комнат для посетителей, стойло для лошадей, амбары для дров и сена, колодец. Например, блевчицкая корчма по инвентарю 1761 года имела «двери с сенями в комнату, пройдя через неё, попадаешь в пекарню, при ней клеть». По инвентарю 1788 года корчма под Сморгонью состояла «из чистой горницы и старой клети». Корчмы, построенные по принципу крытого двора, имели стодолу, хлев для повозок с лошадьми, всё это находилось под одной крышей с корчмой и жилыми помещениями. Посередине была площадка-проезд, колодец. Примером такой корчмы может быть сохранившаяся корчма XX века в Ошмянах на ул. Красноармейская, 25. Вторая корчма в Ошмянах, по ул. Комсомольская, 5 строилась по принципу веночного двора: шинок и комнаты для постояльцев отделялись от комнаты корчмаря, кухни и кладовой сквозным проездом с конюшней.
В комнатах для богатых проезжих были кровати, шкафы, ящик для ручной клади, стол со скатертью, венские стулья, газовая лампа или свечи на подсвечниках. Шляхтичи, вынужденные останавливаться в корчме, имели при себе личные раскладушки и собственную постель. Рядовых путников укладывали спать на нарах у печи, на пологе, на соломе. В стены вбиты деревянные колышки для одежды и дорожных сумок. Иностранный путешественник граф де Танд писал, что спал на несвежей соломе, рядом с лошадьми, поросятами и бочками. Часто путешественники спали в своих возах, защищая поклажу и лошадей от грабителей. Этнограф и путешественник П. В. Шпилевский отмечал, что Свержень отличается одной оригинальной улицей, состоящей сплошь из корчм. То же он увидел в Смолевичах. К числу лучших строений Логойска он отёс «три большие, не лишённые удобств, заезжие дома…» Вот впечатления Шпилевского середины 1850-х гг.: «…Вы въехали в стодолу, оставили там своих лошадей и как-то поставили экипаж на единственном сухом месте; вы входите в корчму. Комната огромная, мрачная, с выцветшими окнами, без пола. Я сказал „без пола“, но комната когда-то имела пол, а после он частью прогнил, частью был покрыт грязью на несколько дюймов, так что вместо пола ходишь по жирной массе, которая местами превратилась в бугры и холмы, Посреди комнаты стоит длинный узкий стол, весь порезанный и тоже довольно грязный; ещё больше грязи вы найдете на массивных скамейках, прикрепленных к стенам комнаты. Стены и потолок обычно не оштукатурены, а покрыты сажей и дымом от печки и непрекращающегося курения табака. К потолку прикреплены какие-то шесты, на них обычно висят всякие старые вещи, а ночью гнездится домашняя птица — куры и прочее. В углу большая печь с несколькими угольками, в печи постоянно горит огонь, у которого вы всегда увидите желающих согреться, даже летом. Дети с кошками лежат на плите и жуют лук… Посетителям часто приходится проводить в этой комнате два-три часа. Но подобные корчмы с одной комнатой встречаются только в глуши, обычно есть ещё одна комната для пана. Но и эта комната не так уж лучше первой. Здесь есть пол и один-два стула, чистый сосновый стол и то, чего никогда не бывает в общей комнате, — кровать, — но извините — без всего, как есть. Ни балдахина, ни белья, ни простынь».
Польский писатель и этнограф Юзеф Крашевский, побывав в Дрогичине, писал: «Несколько улочек. Тропинки, прикрытые соломой, покрытые кирпичом и щепками. Старая корчма, магазинчики, открытые один день в неделю».
Вот картина маёнтка Тимковичи: «…Пруд тут же возле господского двора. Плотина хорошо насыпана. Шлюз в верхней части новый, и мост из пиленых досок. Мельница с двумя колесами работает как следует… недалеко от мельницы выкопан садок. У корчмы опустевший пруд, а железный инвентарь к нему остался у бывшего в то время арендатора. Арендатор этот умер, не оставив наследников. А еврей, теперешний арендатор, вместе с корчмой арендует одну огородную волоку. Согласно контракту, он ежегодно платит за эту корчму 40 коп литовских грошей арендной платы».

## Белорусская корчма в XIX веке

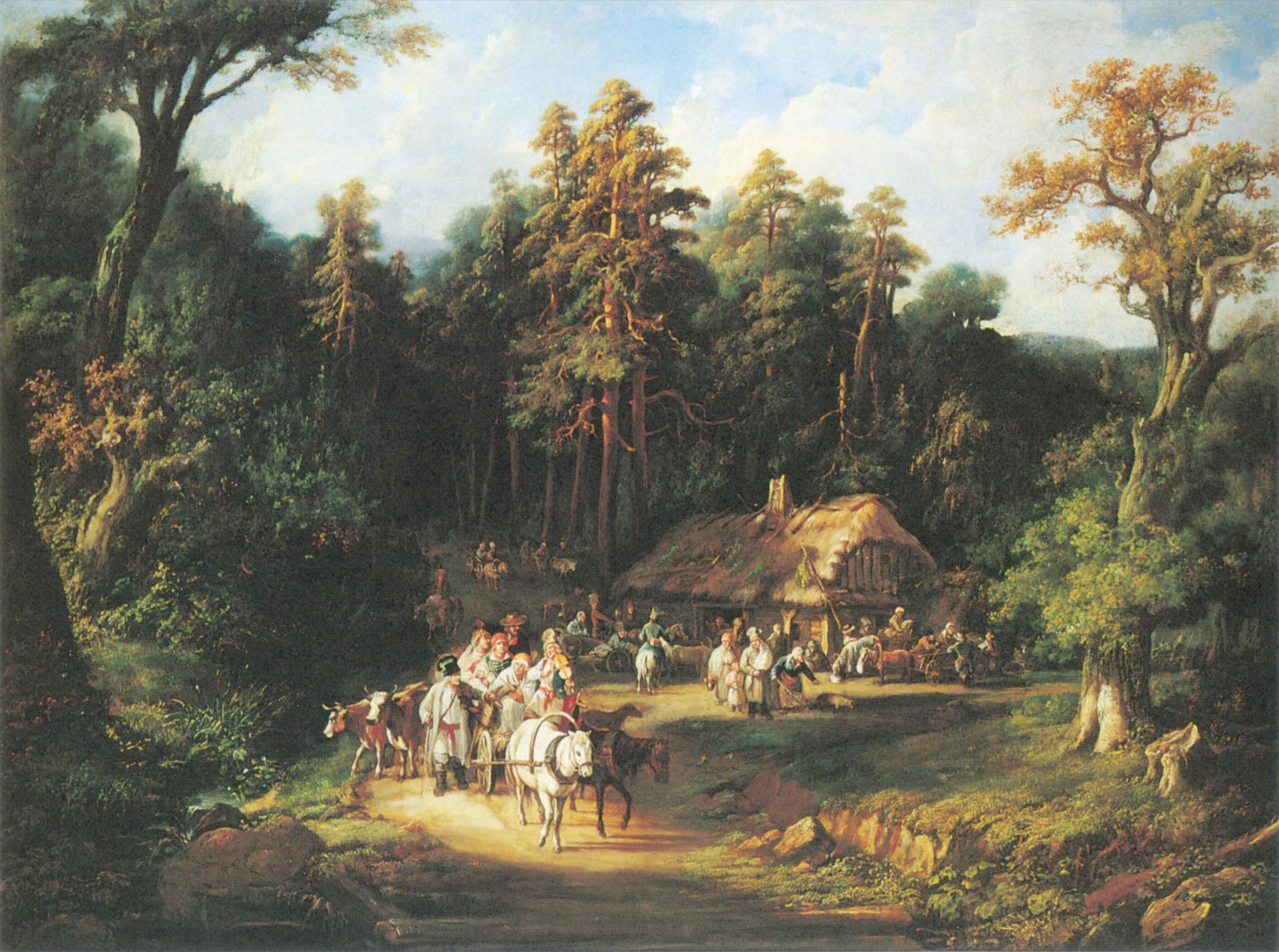
Ян Пиварский. Корчма «Последний грош». 1845

В 1800 году в западные губернии был направлен сенатор и поэт Г. Р. Державин — «прекратить злоупотребления, а у помещиков, которые из безмерного корыстолюбия оставляют крестьян без помощи, отобрать имения и передать в опеку». Генерал-прокурор Сената П. Х. Обольянинов рекомендовал Державину: «А как по сведениям немалою причиною истощение белорусских крестьян суть жиды, то высочайшая воля есть, чтобы ваше превосходительство обратили особливое внимание на промысел их в том, и к отвращению такого общего от них вреда подали свое мнение». Державин пробыл в Белоруссии более трёх месяцев. Результатом поездки стала его докладная записка «Мнение об отвращении в Белоруссии недостатка хлебного обузданием корыстных промыслов евреев». Упоминаются в записке и питейные заведения: «Сии корчмы соблазн для народа, там крестьяне развращают нравы… Там выманивают у них жиды не токмо хлеб но и… орудия, имущество, время, здоровья и саму жизнь…» В письме к Обольянинову Державин писал: «Трудно без прегрешения и по справедливости кого-либо обвинять. Крестьяне пропивают хлеб жидам и от того терпят недостаток в оном. Владельцы не могут воспретить пьянство для того, что они от продажи вина почти весь свой доход имеют. А и жидов в полной мере обвинить также не можно, что они для пропитания своего извлекают последний от крестьян корм. Словом, надобно бы всем сохранить умеренность и через то воспользоваться общим благоденствием. Но где же и кто таков, кто в полной мере соблюдал оную? Всяк себе желает больше выгод».
В первой половине XIX века происходит адаптация работы белорусских питейных заведений к общеимперским. В условиях поиска и налаживания путей развития социальной и экономической жизни, корчма, как первый тип места потребления, постепенно утрачивает свою важную общественную и социальную роль, которую играла в XVI—XVIII вв. Во второй четверти XIX века деятельность корчмы зависит от продажи алкоголя, выработка которого значительно возросла в связи с началом производства спирта из картофеля. В таких условиях корчма и шинок стали для помещика главными пунктами сбыта алкоголя. Чтобы получить прибыль, помещик, наладив производство водки, продавал её через корчму. Иногда прибыль от корчмы и шинка достигал половины всех панских доходов. Спивались не только панские, но и казённые крестьяне. Согласно инвентарю государственного маёнтка Бусяж за 1859 год, корчма была в самом местечке и ещё в 9-ти окрестных деревнях. Обеспечивал все эти питейные заведения пивовар, работавший в Бусяже. Годовой доход от корчм и шинков составлял в 1859 году 379 рублей 71 копейку. В то время за три копейки можно было выпить чарку водки и закусить холодцом или солёным огурцом.
Но некоторые хозяева, во владении которых находилась корчма, запрещали крестьянам по будним дням выпивать в корчме. Корчмарю запрещалось давать водку в кредит или в обмен на что-то. Дворовым ходить в корчму запрещалось. Такое, например, практиковалось в Щорсах у пана Иоахима Хрептовича.
Этнограф П. В. Шейн в «Материалах для изучения быта и языка Северо-Западного края», увидевших свет в 1902 году, так описывал место и роль корчмы в жизни простого люда: «После обедни десяток саней подъезжают к корчме и десятки пешеходов вместе с приезжими вливаются в неё обогреться…Количество гостей увеличивается, входит и „блазнота“, то есть холостые молодые парни и девчата, и под вечер площадь перед корчмой представляет собой уже базар, а внутренность корчмы и тяжелый гул». «На большие праздники в корчму, — читаем в другом месте, — шли все от мала до велика, в хатах оставались только старики, даже пятилетних детей родители брали с собой. Старики, и вообще женатые обычно усаживались за столы, пили водку и пиво (корчмари часто разбавляли водку водой, добавляли к ней дурману, обманывали с мерой), закусывали мясом и колбасой, а молодежь стояла при пороге, нашептывая что-то друг другу на ухо, обнималась, но грубых шуток не наблюдалось».
Ребята с девками танцевали вальс, крутёлку, метелицу, польку, краковяк. Если парень приглашал девку или молодку к танцу, то пел ей частушку, на что она пела ему в ответ. Музыкантов приглашала молодежь, им платили деньги или хорошо угощали. Танцевали под скрипку и бубен. Для молодого парня или девушки не было ничего хуже, как быть оставленным дома и не иметь возможности побывать в корчме, на игрище
.
В корчме заключались договоры, соглашения, разрешались споры и распри. В корчму, говорили люди, как и в церковь, можно было зайти, не спрашивая разрешения. Там можно было встретить путника, старца, лирника, которые рассказывали, что творится на белом свете. Кого ночь заставала в дороге, тот мог переночевать в корчме. Останавливались на ночлег и купцы. Кроватью им был куль соломы, его стелили на пол или на деревянную лавку. Купеческие телеги стояли во дворе. Надо было быть бдительным, ведь ночлег в корчме мог закончиться и потерей товара. Говорили же ещё, «темная ночка — подруга злодея». Осталось свидетельство купца, ограбленного в Михновичах у еврея-арендатора Абрама. Проснулся купец, вышел к телегам, а они пустые. А было «товаров на одной телеге селедок бочек две, а на другой телеге, на котором ехал сам, всякого товара магазинного, полотна, вещей разных, серпов, кос. Всякого товара на той телеге было коп 80». Ограбленный купец винил во всем корчмаря.
На протяжении первой половины XIX века главным фактором, влияющим на формирование общественного питания, стало присоединение белорусских земель к Российской империи. Вырабатываются законы, обозначается компетенция органов руководства и надзора за этой сферой. Например, в 1843 году утверждёны «Правила о продаже горячих напитков в губерниях и областях, где существует вольная оным продажа, по определённым ценам», в которых определялся акциз с корчм. Это распространялось на Минскую, Витебскую, Виленскую и Гродненскую губернии. В 1883 году распоряжением минского губернатора запрещалось иметь в корчмах портрет императора Александра ІІІ. Эта мера была принята после доклада Министра внутренних дел от 1875 года о необходимости запретить в корчмах и трактирах вывешивать портреты императора и императорской семьи «…если открыто будет, что означенные портреты окажутся в трактирных заведениях, то предписываю о виновных составить акты и передавать мировым судьям». В 1885 году в законе «Уложения о наказаниях уголовных и исправительных» закреплялось наказание почтальона, который, сопровождая почту, мог зайти в корчму. В том же году обозначался штраф корчмарю, если он бросал пьяного клиента без догляда. Законом второй половины XIX века, определявшим порядок количества заведений, стало «Положение о трактирных заведениях» (глава «О местах раздробительной продажи питей», 1861 г.). Питейные заведения разрешалось открывать в любом месте, у проезжих дорог, пристаней. Запрещалось — в одном помещении с гимназиями и школами, тюрьмами, казармами, а также не ближе 84 метра от церквей и монастырей, кладбищ.

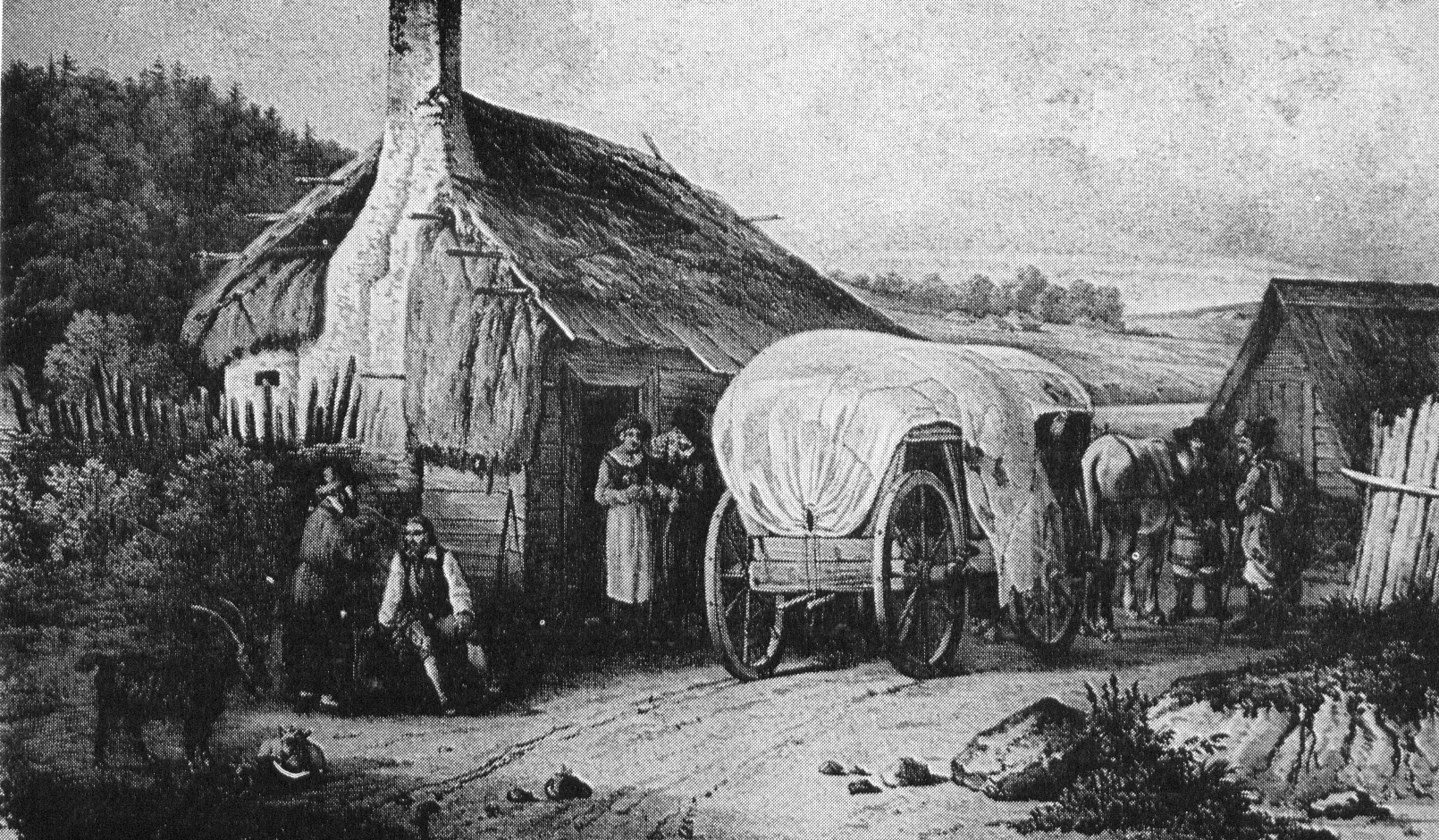
К. Кукевич. Еврейские контрабандисты в окрестностях Вильно

В начале XIX века активизировалась контрабандная торговля. Так, в сентябре 1815 года близ Ружан задержаны шестеро евреев с контрабандными товарами. В секретной «Записке о евреях, живущих в России», поданной в ІІІ Отделение канцелярии императора в 1842 году, говорилось: «Торговля контрабандными товарами составляет значительную отрасль промышленности евреев, ныне она упала, но весьма далека от того, чтобы быть прекращенной… Правительство несколько раз предписывало удалить евреев от границы, но они находили всегда средства отклонить приведение данного распоряжения в исполнение и продолжают проживать преимущественно в тех местах, где представляются большие удобства к продолжению занятий своих. Хитрости в семь случае употребляемые неисчислимы».
В 1850-х гг. в Гродно «акцизные откупщики, хотя не имеют права заниматься ни покупкою, ни продажею вина в чертах своего откупа, но под другим именем привозят вино из других губерний и учреждают свои подвалы, и взяв таким же образом в содержание все казенные корчмы и шинки, учреждают посредством евреев
раздробительную продажу на свой счет под чужим именем… Сим способом имеют в руках своих оптовую и раздробительную продажи вина…» Кроме того, вино продавалось меньшей крепости (вместо 25-30 % только 18 % крепости) и подешевле, что увеличило прибыли мошенников.
Помещик, шляхтич считал зазорным заниматься торговлей, и потому отдавал корчму в аренду, обычно еврею. Корчма была арендатору и жильём, и местом дохода. Когда денег у крестьяниа не было, корчмарь давал выпить в долг. Мерой долга иногда выступал асён — палка, кий, которым погоняли волов. На асёне ставились отметины, знаки, которые были понятны только шинкарю и должнику. Ведь, как говорили люди, "жид не глумится над тобой…, барыш отберет то тем, то этим: возьмет немного жита, немного картопли, да одну-другую вязку сена корове; а то привезешь ему дров из леса, а он еще даст и чарку, а наибольшую имеешь пользу, что не попрёт тебя косить, когда своё сенцо просит чтобы его скорее убрали.
В Гродненской губернии, например, в 1829 году в 11 казенных местечках насчитывалось 96 еврейских винокурень, в 67 помещичьих местечках их было 233 (219 из них находились в собственности и 14 — в арендном содержании евреев). Всего в местечках Гродненской губернии существовало в это время 329 винокурень, где производилось 93 797 ведер вина ежегодно.
И. С. Аксаков писал: «Отношение евреев-кабатчиков к кабатчикам-неевреям в губернии Витебской составляет 77 %; общее же число в ней евреев-кабатчиков 1342; в Черниговской — 78 %, общее число — 2368, да сверх того тайных кабаков, исключительно содержимых евреями, — 1389; в Минской- 95 %, общее число евреев-кабатчиков — 1639; в Виленской — 98 %, общее число — 1468; в Гродненской — 98 %, общее число — 2250».
Юзеф Крашевский отмечал: «Пользоваться немощами, недостатками, человеческими ошибками было системой евреев; на этой основе основывалась большая часть их коммерческих и промышленных операций. Барин был обманут наличными деньгами, которые часто были трудны, мужик водкой, эконом кобылкой и услужливостью и т. д… Обратим внимание и сами увидим бесчисленный вред, происходящий оттого, что корчмы держат еввреи; давайте увидим нашу жизнь, и сбросим это ярмо. В чём же особая ловкость евреев, что при стольких неудобствах, стольких явных обидах они везде так спокойно сидят?».
После 1882 года число еврейских винокуренных заводов резко пошло на убыль, а с введением государственной винной монополии они почти исчезли
. Во второй половине XIX века начинается борьба с пьянством, организуются общества трезвости
.
Торговые права евреев в 1874 году подверглись существенному ограничению. Мнением Государственного совета 19 мая этого года постановлено: «Евреям дозволяется питейная торговля только в местностях, определенных для их постоянной оседлости, и притом не иначе как в собственных домах. Сидельцы-евреи могут быть только в заведениях своих единоверцев».
Деревянные корчмы XIX века сохранились в Орше, Ошмянах, в деревнях Наче и Бильдюги Шарковщинского района, кирпичные — в Гродно, Волковыске, Ивье, Смолянах.
По документам XVII—XIX вв. известно ещё одно название здания с функциями, близкими корчме, — аустерия. Особой разницы между корчмой и аустерией не было, но это были здания значительных размеров, в основном заезжие, как в деревне Ворняны Островецкого района. В крупных городских аустериях могли быть торговые лавки — крамы. Например, в деревне Рубежевичи Столбцовского района (1784) аустерия имела 5 лавок, в Слуцке (1815) — 16.

## Корчма и корчмарь в белорусском фольклоре
Корчмарь был, пожалуй, самым популярным человеком в местечке. По весомости он мог сравняться с паном, ксёндзом. Знал всё о своих посетителях. Его не любили. Корчмарь мог разбавлять водку, добавлять в неё дурнопьяну. За полцены крестьяне приносили в корчму шерсть, кур… Иногда корчмарь давал водку в долг и записывал этот долг как хотел. Словом, корчмарь наживался всеми возможными способами. Но и он не был застрахован от пана, который мог выгнать корчмаря вместе с детьми и женой на улицу
.
«Мужик», в свою очередь, неразлучен с «жидом», поскольку весь досуг и праздники проводит в корчме: «тут он горюет и плачет, радуется заработанной копейке»
.
Деревня, страдавшая от пьянства, во всем винила еврея. Барон В. Тизенгаузен писал: «Беда, если еврей откроет в крестьянине какой-либо порок: наклонность к лени, пьянство или разгульной жизни — такому человеку уже не подняться. Потакая его слабостям, еврей скупит по низкой цене будущий урожай или еще не готовую пряжу. За все он заплатит наполовину водкой, частью предметами повседневного обихода плохого качества по завышенной цене и частью наличными».
Корчма в фольклоре отождествляется с нечистой силой. Функционировала корчма в основном в вечернее и ночное время — когда активизируется всякая нечисть. И любила она собираться ночью в корчме. Дьявол, в восприятии народного сознания, создал водку для воздействия на людей через пьянство, а корчмарь, ищущий своей выгоды, продает водку. Корчмарь несомненно знался с нечистой силой. Бытовало верование, что евреи стремились завладеть веревкой, на которой повесился самоубийца; кусочки от неё они держали в бочке с горилкой или тайком подбрасывали в чарку пьющим посетителям, чтобы те шли к ним так же активно, как они шли смотреть на покойника. Согласно фольклорной традиции, начальным местонахождением евреев был ад, откуда их за бутылку водки выпустил пьяница, после чего они расселились по всей земле. Однако и после смерти еврей не может попасть в рай и опять оказывается в аду: «Пана гром забіў, жыда чорт ухапіў».
О корчмаре есть ряд пословиц — «Жыд на тоя на свеці, каб дабро ні заліжала ў клеці», «Карчмарова вока і праз лахманы грыўню бачыць», «Жыд хоць і махлюя, але гарэлкай частуе» и др.
В юмористических народных пьесках корчмарь обычно высмеивается. Например, в сказке «Корчмарь и мужик» рассказывается о корчмаре, которому удалось убежать от лесных разбойников, но его ограбил и избил собственный кучер за попытку обмануть. Корчмарь выступает нервным и трусливым богатеем. Высмеивается корчмарь и в батлеечных пьесах «Корчмарь Бэрка и Мужик», «Корчмарь, его жена Сара и Казак». Перед зрителями он предстаёт как обманщик и обирала. Его стремятся показать разными комическими эффектами: речь с гротесковым акцентом, внешняя нелепость, чулки, вечно сползающие с ног, лохматые волосы.

## Белорусская корчма в XX веке
В 1894 году была введена государственная винная монополия на продажу алкогольных напитков. Водку запретили продавать на розлив. Открывались новые предприятия, которые изготавливали бутылки. Корчмы постепенно закрывались. В деревнях открывались магазинчики, так называемые монопольки. Гродненский губернатор подписал в 1905 году «Обязательные постановления по содержанию трактиров и постоялых дворов». Комнаты для клиентов предписывалось регулярно проветривать и убирать. Наказывалось строго соблюдать на кухне чистоту. Служащим запрещалось спать или жить на кухне, держать там вещи, не относящиеся к приготовлению пищи. Припасы должны быть свежими, храниться в чистой посуде, а при выставлении их на стойках и прилавках следует их прикрывать от насекомых и пыли. Дворы при корчмах и постоялых дворах держать в чистоте. Они должны были иметь «надлежащие устроенные отхожие места, помойные ямы или мусорные ящики». С 1906 года крепкие напитки стали продавать только в городах, в государственных магазинах. Закон запрещал разбавлять их водой, добавлять вредные вещества, давать под залог вещей. Казённая водка продавалась в закупоренной стеклянной посуде под печатью. Сиделец, или лавочник, получал за работу жалованье и не был заинтересован в спаивании покупателей. Но народные дома, волостные правления не заняли такое место в общественной жизни, как корчма. «Какой разговор, если гулянка насухо», — вздыхали люди.
Если в восточной Белоруссии корчмы закрывались, то в Западной, «за польским часом», они существовали и в 1920-х, и в 1930-х гг. В 1915 году в окрестностях местечка Желудок вдоль дорог были расположены корчмы общим числом 12: «Жижма», «Корысць», «Погулянка», «Выгода», «Пески» и др.
В книге воспоминаний «В поиске будущего» Кузьма Чорный пишет: «На сярэдзіне дарогі паміж гэтым мястэчкам і Нясвіжам стаяла тады старая карчма, як і належыць ёй, з стадолай і прасторнай хатай на падлозе і з бакоўкамі…». В поэме Михася Чароты «Корчма» (1925), явно навеянной купаловским стихотворением «Забытая корчма», герой с теплотой вспоминает прошлое, несмотря на его нелёгкость, и символом этого прошлого выступает как раз корчма. А стихотворение Янки Купалы давно вошло в классику белоруской поэзии.
Ля дарогі, ля далёкай

Каля крыжавой,

Спіць карчма там адзінока

З злупленай страхой.

Пахілілась на старонку,

Прылягла к зямлі;

Невясёлыя карчомку

Думы прыгнялі.

Аб мінуўшай славе, дзівах —

Як была п’яна,—

Аб дзяньках былых шчаслівых

Думае яна.

Як не думаць пра былое,

Поўнае прыкрас!

Перайшло, і ўжо не тое,

Ўжо не той, ох, час!

Калісь гоманам шумела,

Людна ў ёй было,

Падарожных многа мела,—

Ўсё не раз сяло.

 

І жылося, і вялося,

Гэй, інакш карчме! —

Рэха рогату няслося

Ўлетку і ўзіме.

 

Адбывалісь вечарынкі

І вяселлі ўраз,

Захапляючы дзянінкі

Ў ночны добры час.

 

Рэжа музыка званліва,

Топат ног такі!

Разгуляліся надзіва

Дзеўкі, дзецюкі.

 

Кругам старшыя пры чарцы

Селі, люлькі цьмюць,

Аб пагодзе, гаспадарцы

Гутаркі вядуць.

 

А гарэлка рэчкай льецца,

Бегае шынкар,

Песня ўдалая нясецца,

З твару сыпле жар.

 

Ой, дзянёк так кожны праве

У карчме шум, крык…

Шчэзла доля па забаве!

Час вясёлы знік.

 

Усё прапала, згібла недзе,

Як сон, як туман;

У карчму ўжо не заедзе

Ні мужык, ні пан.

 

У стадоле не ржуць коні,

Коз не бэчыць зброд,

Не гамоніць пры шынкоўні

Выпіўшы народ.

 

Косці парыць у магіле

Ўжо шынкар даўно,

Аб нячыстай людзі сіле

Баюць на адно.

 

Кажуць: поўнач як настане

І сяло засне,—

Адбываецца гулянне,

Як здаўна ў карчме.

 

Чэрці, ведзьмы, ваўкалакі

Сходзяцца гуляць;

На стол з’явяцца прысмакі,

Музыка чуваць.

 

Бліск святла заблісне яркі,

Пойдзе ходам клум,

Звоняць міскі, пляшкі, чаркі…

П’янства, скокі, шум.

 

Жэняць ведзьму з ваўкалакам,

Сватае шынкар,

Попам — рабін, ведзьма — дзякам,

А чорт — гаспадар.

Так гуляюць, покуль недзе

Не кігне пятух…

Гіне ўсё, і па бяседзе

Пуста, сумна ўкруг.

 

Цень са сцен плыве пануры,

Як з якой турмы,

Кот здзічэлы ловіць шчуры

У сянях карчмы.

 

Крыллі ў цемнаце лапочуць

Кажаноў, начніц;

Віхры ў коміне хіхочуць —

Жудка без граніц.

 

Жах карчма ўвесь чуе гэты

І думу снуе

Пра мінуўшыя дні, леты

Лепшыя свае.